# Reginald Goodall
Reginald Goodall (Lincoln, Inglaterra, 13 de julio de 1901 - 5 de mayo de 1990) fue un director de orquesta inglés particularmente destacado en el repertorio de óperas de Richard Wagner y en el estreno de obras de Benjamin Britten.
Conocido como "Reggie", estudió en el Royal College of Music y en 1929 fue organista y maestro de coro en St. Alban's, Holborn. 
Políticamente alineado con el fascismo y luego el nazismo durante la Segunda Guerra Mundial.
Dirigió el estreno mundial de Peter Grimes en 1945 y de El rapto de Lucrecia, ambas de Benjamin Britten. Dirigió generalmente en Covent Garden, Glyndebourne, Sadlers Well y la English National Opera.
En los años 60 y 70 se destacó como un eminente wagneriano dirigiendo versiones en inglés de Los maestros cantores de Núremberg (The Mastersingers), Parsifal, Tristan und Isolde y El anillo del nibelungo. Favoreció los tiempos muy lentos y el ciclo de la tetralogia llegó a durar dos horas más que las versiones de Karl Böhm o Pierre Boulez.
Fue a menudo comparado con Georg Solti e influyó a varias generaciones de cantantes.

## Biografía
- John Lucas, Reggie: «The Life of Reginald Goodall». Musical Times, 134(1808), 585 (1993).